# Castelo de Montalegre
O Castelo de Montalegre localiza-se na freguesia Montalegre e Padroso, município de Montalegre, Distrito de Vila Real, em Portugal.
No topo de um monte granítico, de onde se descortinam as serras do Gerês (a Oeste) e do Larouco (a Leste) e o curso do rio Cávado (a Norte), o castelo domina a povoação, a poucos quilómetros da fronteira com a Galiza. Juntamente com o Castelo da Piconha, próximo de Tourém, e o Castelo de Portelo, em Sendim (Padornelos).
O Castelo de Montalegre está classificado como Monumento Nacional desde 1910.

## História

### Antecedentes
Acredita-se que o povoamento humano de seu sítio remonte a um castro pré-histórico, sucessivamente ocupado por Romanos (conforme testemunho de moedas e lápides recuperadas na área), Suevos desde 411 e anexado pelos Visigodos em 585. Posteriormente foi atacado pelos muçulmanos várias vezes, na época da Reconquista cristã da Península Ibérica, desde os meados do século VIII. Veio a integrar os domínios do Gallaeciense Regnum até a independência do Reino de Portugal. Desde esse momento faz parte do Portugal até o dia de hoje.

### O castelo medieval

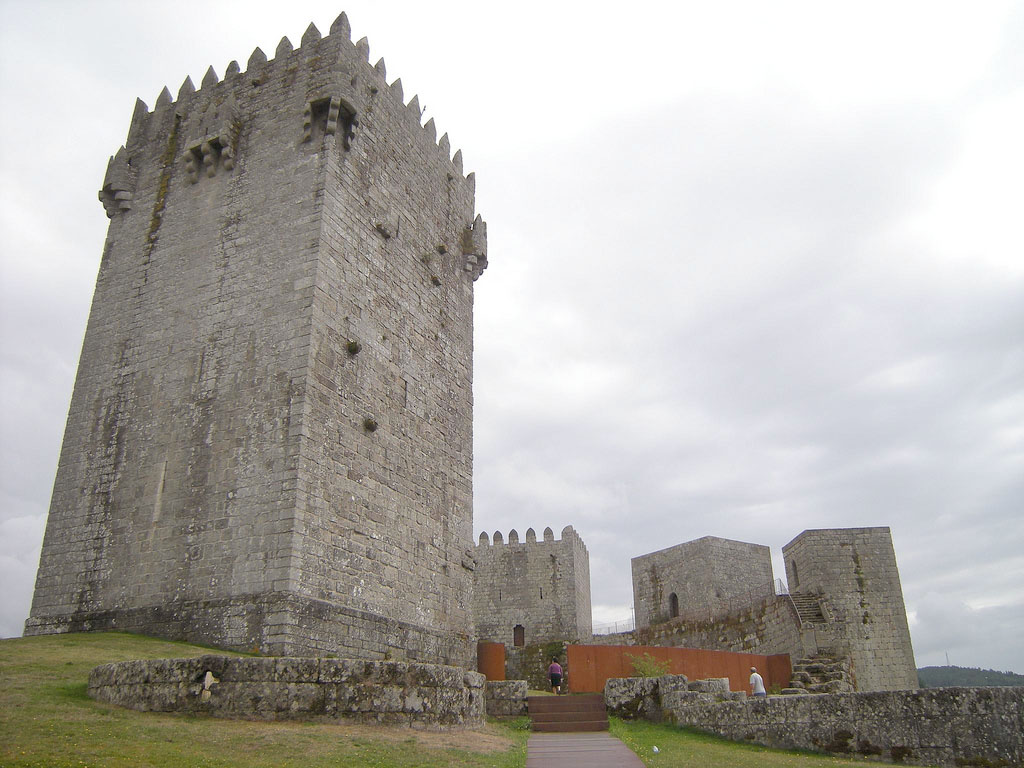
Castelo de Montalegre.

Território compreendido nos domínios do reino de Portugal desde a sua independência, a povoação recebeu Carta de Foral de D. Afonso III (1248-1279), em 9 de Junho de 1273, tornando-se cabeça das chamadas Terras de Barroso, época em que a construção do castelo deve ter sido iniciada, atravessando o reinado de D. Dinis (1279-1325) – que garantiu à vila substanciais privilégios em 1289, visando o seu povoamento -, para ser concluída, em 1331, no de D. Afonso IV (1325-1357), conforme inscrição epigráfica no sopé da torre sul.
À época da crise de 1383-1385, a vila e seu castelo tomaram partido por D. Beatriz, para serem incorporados, após a batalha de Aljubarrota, pelas forças de D. João I (1385-1433) no contexto da campanha a Chaves e ao norte de Portugal. Nesse contexto, as terras de Barroso foram oferecidas ao Condestável, D. Nuno Álvares Pereira.
Sob o reinado de D. Manuel I (1495-1521), a povoação e seu castelo encontram-se figuradas por Duarte de Armas (Livro das Fortalezas, c. 1509), vindo a receber o Foral Novo em 1515. Um complemento à inscrição epigráfica na torre sul informa-nos que obras de reparo foram concluídas pelo licenciado Manuel Antunes de Viana em 1580.

### Da Guerra da Restauração aos nossos dias
No contexto da Guerra da Restauração da independência portuguesa, recuperado o seu valor estratégico-defensivo na raia, o castelo recebeu obras de modernização visando adaptá-lo aos então modernos tiros da artilharia.

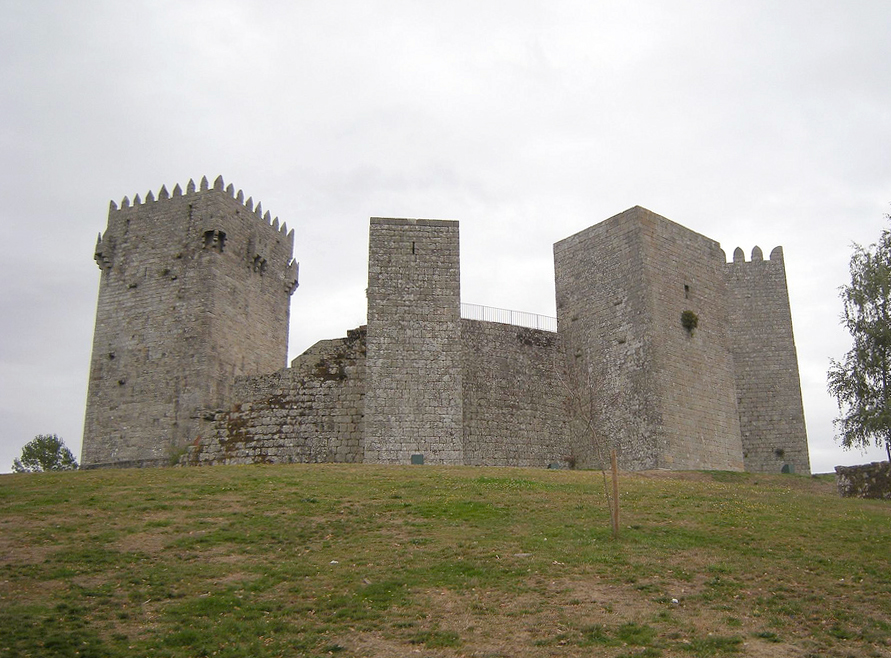
Castelo de Montalegre.

O terramoto de 1755 não causou maiores danos ao castelo do que os da queda de uma das ameias, conforme consta das Memórias Paroquiais de 1758. De acordo com esta fonte, resposta ao inquérito-geral formulado pelo Padre Luís Cardoso a todas as freguesias do reino após o terramoto, o então pároco de Montalegre, Padre Baltazar Pereira Barroso, juntamente com os padres Bento Gonçalves dos Santos e José Pereira Carneiro, datada de 19 de Março de 1758, informam que a fortificação, constituída por quatro torres ligadas por uma muralha, era defendida por uma muralha externa e uma contra-muralha com fosso. Nas muralhas rasgavam-se três portas (a norte, a oeste e a sul) e um postigo (entre as portas oeste e sul). Sobre as muralhas, erguia-se uma estacada defensiva.
Posteriormente, outro autor, Américo Costa, descreveu a estrutura, também recorrendo às "Memórias Paroquiais de 1758" como fonte:
A torre de menagem, situada ao norte, tem na base 30 a 40 pés em quadrado, 68 a 70 pés de altura. A de leste mede 30 pés de largura e 58 a 60 de altura, tendo quase todas as pedras marcadas com sinais diversos. A torre do sul tem 15 pés de base e 50 de altura; é maciça até dois terços da altura; na base, do lado sul, tem a seguinte inscrição: "A. Alf. 4.º Anno de 1331. Reformou o Ld.º Manuel Antunes de Viana. Anno de 1580". A do poente mede 15 pés de largura na base, e 35 de altura; é maciça até três quartos da altura.
Em 1758, no terreiro interior das torres levantava-se a casa do governador do castelo. O P. Baltazar refere-se ainda à cisterna, a fornos de cozer pão e a diversas escadas que do terreiro dão acesso às torres; descreve o revelim existente junto da porta do norte, por onde se entrava para o terreiro, e pormenoriza o dispositivo defensivo desta porta que era a principal entrada da fortaleza. Alude às tarimbas dos soldados, às casas de oficiais e sargentos e às cavalariças então existentes junto do castelo. O segundo e o quarto andares da torre de menagem, que eram de madeira, estavam em ruínas. Em igual estado se encontravam os sobrados, os telhados e a estacaria dos muros e contra-muros das torres de sueste e sul. A de sudoeste, a mais pequena das quatro, servia para guardar a pólvora.

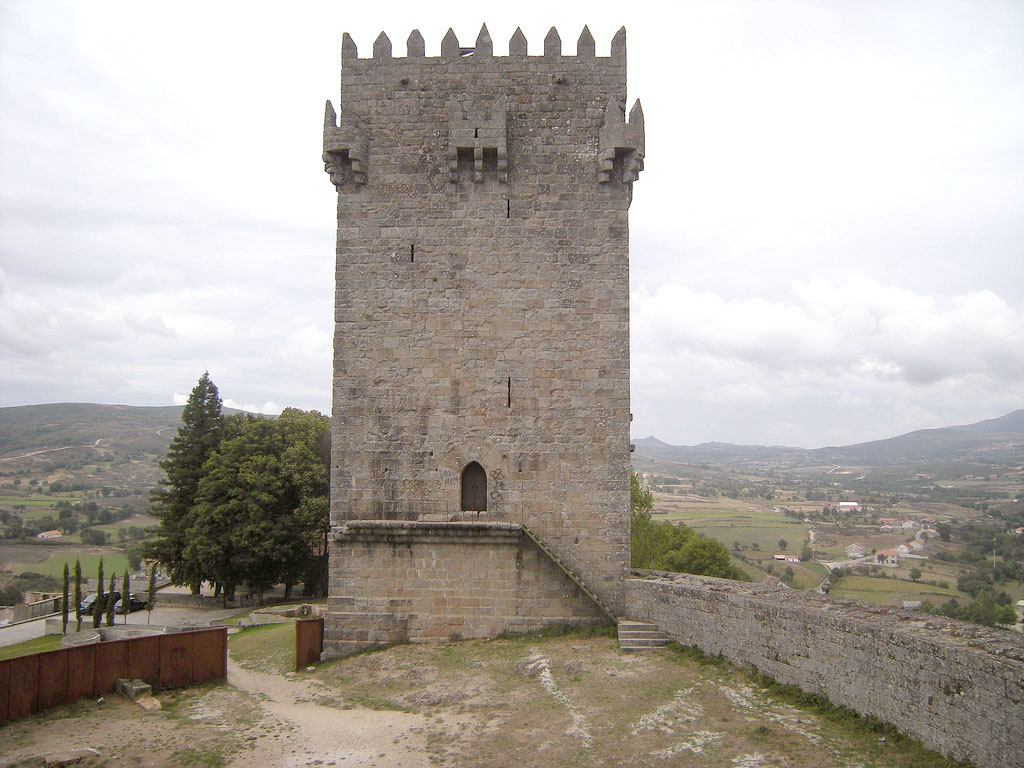
Castelo de Montalegre: torre de menagem.

No século XX, o conjunto foi classificado como Monumento Nacional, por Decreto de 23 de Junho de 1910. A partir da década de 1980, a ação do poder público manifestou-se por uma campanha de intervenção e restauro, que culminou, na década de 1990 com a instalação de um núcleo museológico.
Em 2021, deixou de ser tutelado pelo Governo passando para a responsabilidade da Câmara.

## Características
Erguido na cota de 980 metros acima do nível do mar, o castelo, de quadrangular, é constituído por quatro torres ligadas por muralhas, fechando a praça de armas. No centro desta, abre-se uma cisterna.
A torre de menagem, a norte, em estilo gótico, ergue-se a 27 metros de altura, coroada por balcões de matacães, mísulas e ameias pentagonais. As salas interiores apresentam abóbada de cantaria. A Torre Furada, a sul, apresenta planta quadrada. A Torre do Relógio e a Torre Pequena, também a Sul, apresentam ambas planta rectangular.
Externamente, a estrutura era defendida por duas linhas de muralhas, conforme o desenho de Duarte de Armas, hoje demolidas. A leste e a sul, desenvolveu-se a vila medieval.